# CRH plc
CRH plc es un grupo irlandés de materiales de construcción, anteriormente denominado Cement-Roadstone Holdings plc. Cotiza en las listas oficiales de la bolsa de Irlanda y la bolsa de Londres.

## Historia
La compañía, cuyo nombre es una abreviación de Cement Roadstone Holdings, fue formada a través de la fusión en 1970 de Cement Ltd (establecida en 1936) y Roadstone Ltd (establecida en 1949). Las mayores adquisiciones del grupo incluyen Tilcon, una compañía líder en el mercado estadounidense de suministro de materiales de construcción, en 1996, e Ibstock, uno de los líderes en la construcción de ladrillos británicos en 1999.
En 2006 CRH se salió de su estrategia habitual e invirtió en una planta cementera con base en la región de Heilongjiang, en China. Con esta presencia ha adquirido el 26% de participación en el Grupo Jilin Yatai y tiene una opción para adquirir el 49% en el futuro.
En 2007 CRH adquirió cuatro compañías en los EE. UU., por un valor total de $350 millones (€251 millones) para añadir a la división de materiales de EE. UU.: estas compañías son Conrad Yelvington Distributors Inc. (CYDI), Eugene Sand & Gravel, Cessford Construction y McMinn's Asphalt and Prospect Agrregates.
En 2008 CRH acordó comprar el 50 por ciento de participación en la empresa cementera india My Home Industries Ltd. por €290 millones ($452 millones).
También en 2008 CRH acordó la compra de la compañía de materiales de piedra natural, Pavestone, por $540 millones.

## Mercados

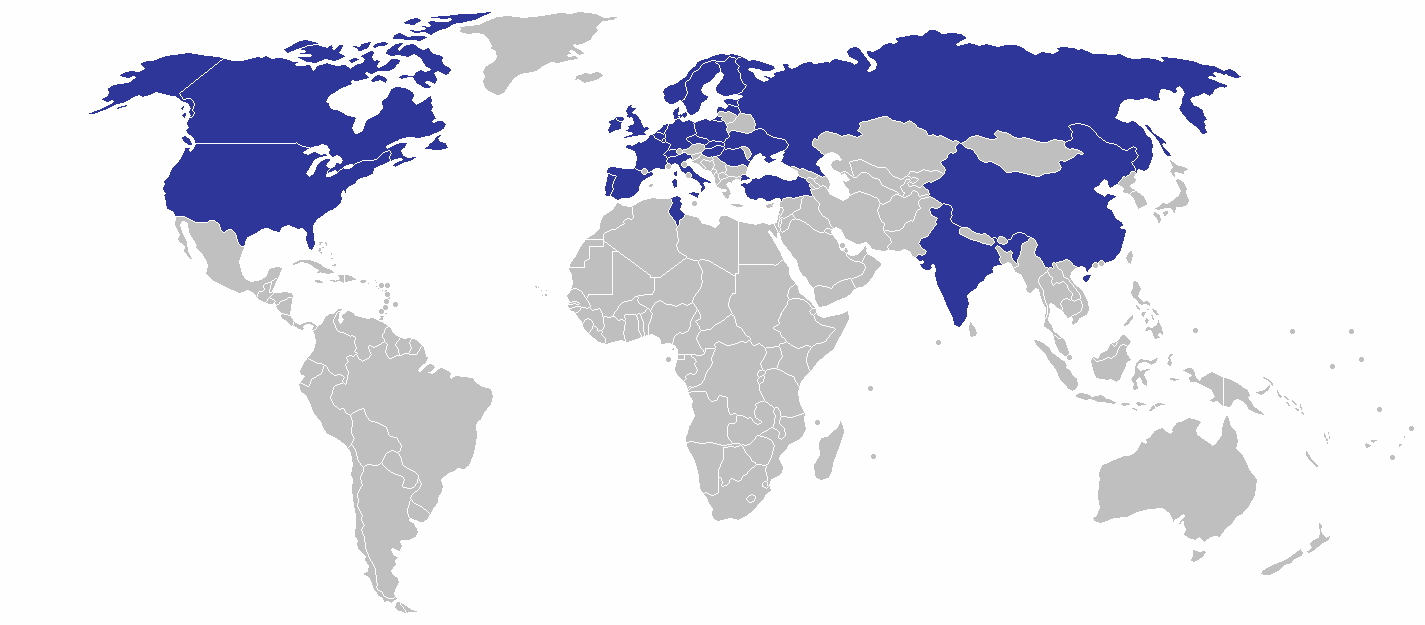
Plantas de producción global de CRH.

El origen geográfico de los ingresos se reparten casi al 50 por ciento entre Europa y EE. UU.; los ingresos por producto se dividen a partes iguales entre productos terminados de construcción y materias primas, y en forma de negocio entre nueva construcción y rehabilitación de edificios existentes.

## Controversias

### Operaciones de banca privada sin licencia
Un tribunal establecido por el gobierno de Irlanda para investigar la corrupción a políticos, descubrió que entre 1987 y 1994, un banco privado sin licencia había estado operando desde las oficinas registradas por CRH por su presidente, Des Traynor. Posteriormente se descubrió que ocho directores de CRH tenían de cuentas en este banco. Estos directores eran: Tony Barry, James Culliton, Michael Dargan, Gerald Hickey, Diarmuid Quirke, Desmond Traynor, Robert Willis and Richard Wood. Es esquema consistía en funcionar en conjunción con el Banco Guinness Mahon y el Banco Ansbacher Cayman. Se descubrió que el propósito era evitar los controles de intercambio de divisas internacionales, pero fue usado más tarde para facilitar la evasión de impuestos personales.

### Construcción de la barrera de seguridad en Cisjordania
CRH ha sido criticada por su rol en la construcción del muro de seguridad de Israel en la población de Bil'in, y otras áreas en Cisjordania.[cita requerida]